# Ľubochnianka
Ľubochnianka je potok na severním Slovensku, levostranný přítok Váhu. Jeho délka je asi 24 kilometrů.

## Další informace
Pramení ve Velké Fatře pod hlavním hřebenem mezi vrcholem a sedlem Ploské v nadmořské výšce asi 1450 metrů. Teče od jihu k severu Ľubochnianskou dolinou a odvodňuje velkou část pohoří Velké Fatry. Poblíž obce Ľubochňa se vlévá v nadmořské výšce 440 metrů do Váhu. Průměrný průtok Ľubochnianky při ústí je 2,4 m³/s.
Potok byl až do 19. století využíván pro plavení kmenů. Pro nadlepšení vodního stavu byly za tím účelem vybudovány dvě nádrže, Vyšný Tajch a Nižný Tajch. Přesto byl tento způsob nespolehlivý – závisel na množství srážek a v mělčích místech se kmeny zachytávaly.
Podél většiny délky toku byla proto v letech 1904 až 1966 vybudována elektrifikovaná úzkorozchodná železnice využívaná pro dopravu vytěženého dřeva. Do současnosti se z ní zachovaly pouze nepatrné stopy, místo ní vede asfaltová silnice uzavřená pro veřejnou dopravu.

## Galerie

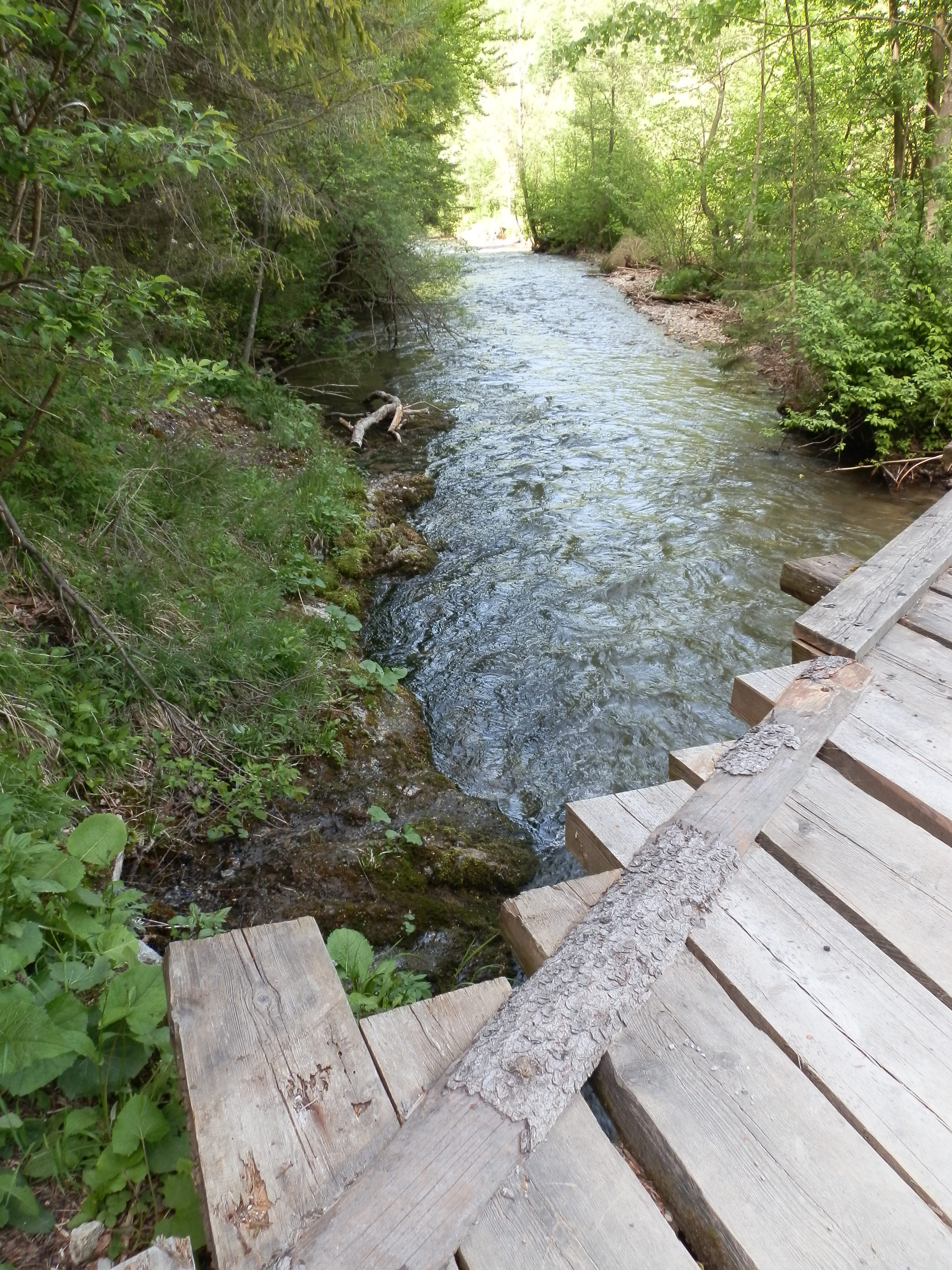
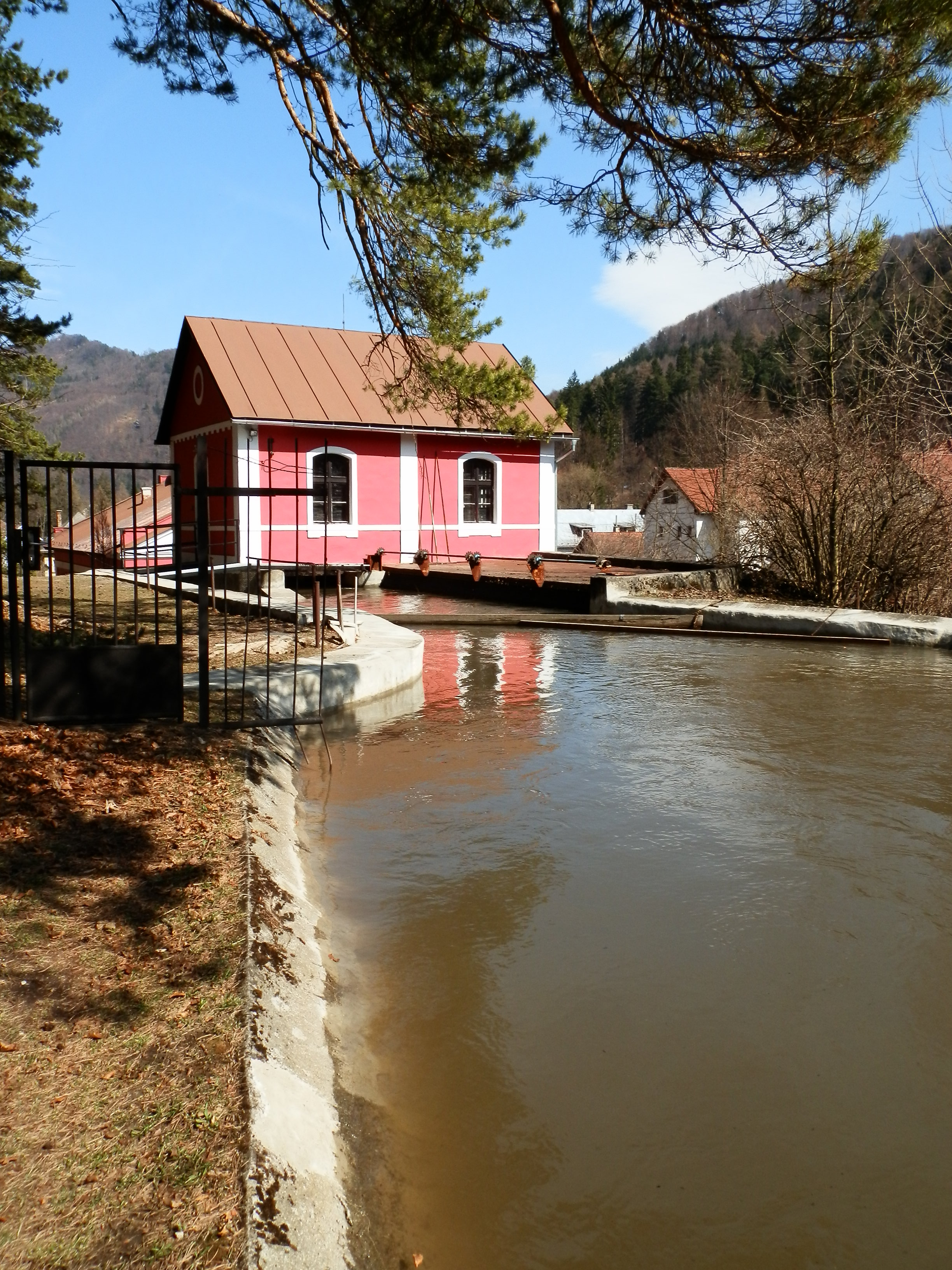